# Hōjō Tokimasa
Hōjō Tokimasa (北条 時政; 1138 – 6 febbraio 1215) è stato un politico giapponese, primo shikken Hōjō (reggente) dello shogunato di Kamakura e capo del clan Hōjō. Fu shikken dal 1203 fino alla sua abdicazione nel 1205.

## Storia
Il clan Hōjō discendeva dal clan Taira, che fu sconfitto dal clan Minamoto nella guerra civile conosciuta come la guerra Genpei, che fu combattuta dal 1180 al 1185. Tuttavia per i loro collegamento con il clan Taira, gli Hōjō erano anche lontani parenti della famiglia imperiale. Il clan Hōjō controllava la provincia di Izu, che si trovava ad est e dunque era piuttosto lontano dal centro del potere posto a Kyoto e nell'ovest.

## Presenza nella cultura di massa
- Yoshitsune - serie televisiva (2005), interpretato da Nenji Kobayashi.